# Polichnitos
Polichnitos (in greco Πολίχνιτος?) è un ex comune della Grecia nella periferia dell'Egeo Settentrionale (unità periferica di Lesbo) con 5.288 abitanti secondo i dati del censimento 2001.

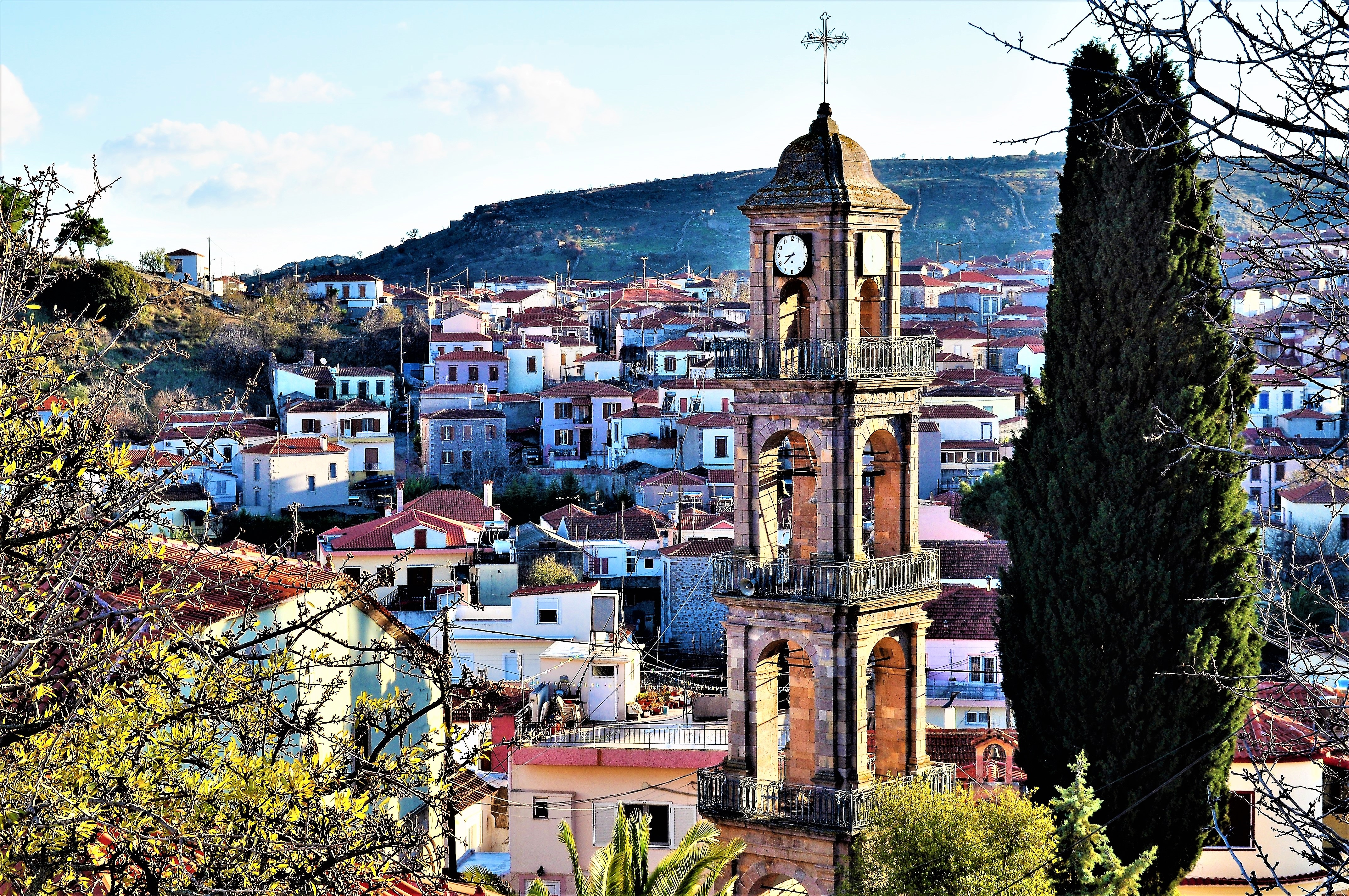
Panorama del Polichnitos

È stato soppresso a seguito della riforma amministrativa, detta Programma Callicrate, in vigore dal gennaio 2011 ed è ora compreso nel comune di Lesbo.